# Noisy-sur-Oise
 Noisy-sur-Oise  es una población y comuna francesa, en la región de Isla de Francia, departamento de Valle del Oise, en el distrito de Sarcelles y cantón de Viarmes.

## Demografía
| 366 | 384 | 387 | 423 | 560 | 667 |
| Para los censos de 1962 a 1999 la población legal corresponde a la población sin duplicidades (Fuente: INSEE [Consultar]) |     |     |     |     |     |